# 绿菌属
绿菌属（Chlorobium），是光合细菌下的绿色硫细菌科的一属细菌。圆形、卵形、直或弯曲的杆状。生长于含硫化氢的淡水水体及泥中，黑水及港湾环境。
该属的模式种为泥生绿菌（栖泥绿菌）(Chlorobium limicola Nadson, 1906)。

## 下属物种
本属包括绿色种和褐色种两类：
- 泥生绿菌 Chlorobium limicola，绿色种
- 弧形绿菌 Chlorobium vibrioforme，绿色种
- 褐杆状绿菌 Chlorobium phaeobacteroides，褐色种
- 褐弧状绿菌 Chlorobium phaeovibrioides，褐色种